# 헬로! 프로젝트

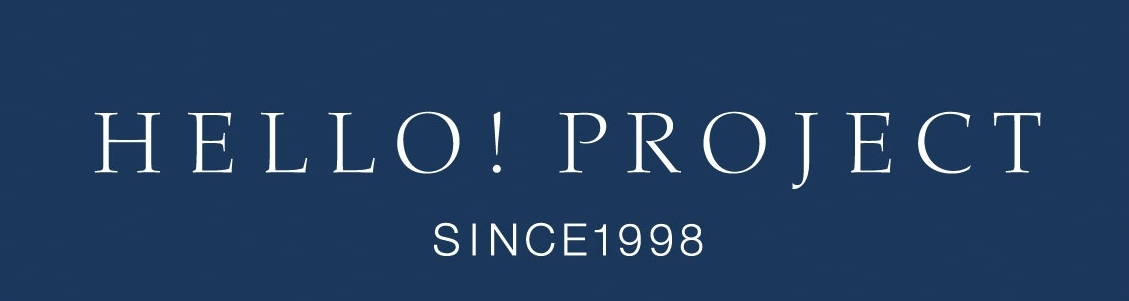

헬로! 프로젝트(일본어: ハロー!プロジェクト, 영어: Hello! Project)는 소속사 업프런트 프로모션에 소속된 일본의 여성 아이돌을 총칭하는 명칭이다.

## 재적 중인 멤버

### 그룹
- 모닝구무스메

노나카 미키, 오다 사쿠라, 마키노 마리아, 하가 아카네, 요코야마 레이나, 키타가와 리오, 오카무라 호마레, 야마자키 메이, 사쿠라이 리오, 이노우에 하루카, 유미게타 아코
- 안주루무

이세 레이라, 타메나가 시온, 하시사코 린, 카와나 린, 마츠모토 와카나, 히라야마 유키, 시모이타니 유키호, 고토 하나, 나가노 모모하
- Juice=Juice

단바라 루루, 이노우에 레이, 쿠도 유메, 마츠나가 리아이, 아리사와 이치카, 이리에 리사, 에바타 키사키, 이시야마 사쿠라, 엔도 히카리, 카와시마 미후, 하야시 니이나
- 츠바키팩토리

타니모토 아미, 오노 미즈호, 오노다 시오리, 아키야마 마오, 카사이 유우미, 후쿠다 마린, 요후 루노, 이시이 미하네, 무라타 유우, 도이 후우카, 니시무라 이츠키
- BEYOOOOONDS

- CHICA#TETSU

니시다 시오리, 에구치 사야
- 아메노우미 카와우미

타카세 쿠루미, 마에다 코코로, 오카무라 미나미, 키요노 모모히메
- SeasoningS

히라이 미요, 코바야시 호노카, 사토요시 우타노
- OCHA NORMA

사이토 마도카, 히로모토 루리, 요네무라 키라라, 쿠보타 나나미, 나카야마 나츠메, 니시자키 미쿠, 키타하라 모모, 츠츠이 로코
- 로지 크로니클

하시다 호노카, 요시다 히노하, 오노다 카린, 무라코시 아야나, 우에무라 하스미, 마츠바라 유리야, 시마카와 하나, 카미무라 레나, 소마 유메

### 연수생

#### 하로프로 연수생
- 재적중인 멤버

아사노 유리카, 미야코시 치히로, 오오츠보 마노, 요시다 히카리, 스기하라 메이사, 핫토리 루아, 사카모토 아오이, 스즈키 모아, 이시카와 하나노, 네모토 카린, 미야자키 리호, 오오노 아이리, 히구치 아이카, 소메야 사라, 아오키 유나

### 리더 · 서브리더

#### 역대 리더
| 역대 | 이름            | 기간                               |
| ---- | --------------- | ---------------------------------- |
| 초대 | 나카자와 유코   | 2001년 4월 16일 - 2009년 3월 31일  |
| 2대  | 다카하시 아이   | 2009년 4월 1일 - 2011년 9월 30일   |
| 3대  | 니이가키 리사   | 2011년 10월 1일 - 2012년 5월 18일  |
| 4대  | 미치시게 사유미 | 2012년 5월 19일 - 2014년 11월 26일 |
| 5대  | 야지마 마이미   | 2014년 11월 27일 - 2017년 1월 1일  |
| 6대  | 와다 아야카     | 2017년 1월 2일 - 2019년 6월 18일   |
| 7대  | 후쿠무라 미즈키 | 2019년 6월 19일 - 2023년 11월 29일 |
| 8대  | 이쿠타 에리나   | 2023년 11월 30일 - 2025년 7월 8일  |
| 9대  | 노나카 미키     | 2025년 7월 9일 -                   |

#### 역대 서브리더
| 역대 | 이름            | 기간                             |
| ---- | --------------- | -------------------------------- |
| 초대 | 야스다 케이     | 2003년 5월 6일 - 2009년 3월 31일 |
| 2대  | 후쿠무라 미즈키 | 2017년 1월 2일 - 2019년 6월 18일 |

## 콘서트 · 이벤트

### 정기 콘서트
| 콘서트 타이틀                                                                               | 일정・장소 |
| 콘서트 타이틀                                                                               | 출연자 |
| 1998년                                                                                      | 1998년 |
| ------------------------------------------------------------------------------------------- | --- |
| 1st 콘서트「Hello!」                                                                        | 7월 12일 - 27일 3개 도시 3회 공연 |
| 1st 콘서트「Hello!」                                                                        | 모닝구무스메。, 헤이케 미치요 |
| 1999년                                                                                      | |
| Hello! Happy New Year '99                                                                   | 1월 2일 · 3일 나카노 선플라자 4회 공연 |
| Hello! Happy New Year '99                                                                   | 모닝구무스메。, 나카자와 유코, 탄포포, 헤이케 미치요 게스트 : 다카야마 겐 |
| Hello! Project 서머콘서트 '99                                                               | 8월 14일 - 26일 3개 도시 4회 공연 |
| Hello! Project 서머콘서트 '99                                                               | 모닝구무스메。, 나카자와 유코, 탄포포, 헤이케 미치요, 타이요토시스코문, 코코넛무스메。, 컨트리무스메。, 미요시 치나츠 |
| 2000년                                                                                      | |
| Hello! Project Happy New Year '2000                                                         | 1월 2일 - 30일 3개 도시 16회 공연 |
| Hello! Project Happy New Year '2000                                                         | 모닝구무스메。, 나카자와 유코, 탄포포, 풋치모니, 헤이케 미치요, 타이요토시스코문, 코코넛무스메。, 컨트리무스메。, 미요시 치나츠, 메론키넨비 |
| Hello! Project 2000 아쯔마레! 서머파티                                                      | 7월 15일 - 9월 10일 12개 도시 |
| Hello! Project 2000 아쯔마레! 서머파티                                                      | 모닝구무스메。, 나카자와 유코, 탄포포, 풋치모니, 헤이케 미치요, T&C봄바, 코코넛무스메。, 컨트리무스메。, 미요시 치나츠, 메론키넨비, 마에다 유키, 셰키돌, 키이로5, 아오이로7, 아카구미4 |
| 2001년                                                                                      | |
| Hello! Project 2001 스고이제! 21세기                                                        | 1월 2일 - 2월 25일 3개 도시 19회 공연 |
| Hello! Project 2001 스고이제! 21세기                                                        | 모닝구무스메。, 나카자와 유코, 탄포포, 풋치모니, 헤이케 미치요, 이나바 아츠코, 코코넛무스메。, 컨트리무스메。, 메론키넨비, 마에다 유키, 셰키돌, 마츠우라 아야, 키이로5, 아오이로7, 아카구미4 MC : 마코토 |
| Hello! Project 2001 TOGETHER! 서머파티!                                                     | 7월 14일 - 29일 3개 도시 13회 공연 |
| Hello! Project 2001 TOGETHER! 서머파티!                                                     | 모닝구무스메。, 나카자와 유코, 탄포포, 풋치모니, 미니모니。, 헤이케 미치요, 이나바 아츠코, 코코넛무스메。, 컨트리무스메。, 메론키넨비, 마에다 유키, 셰키돌, 마츠우라 아야, 산닌 마츠리, 나나닌 마츠리, 쥬닌 마츠리 |
| 2002년                                                                                      | |
| Hello! Project 2002 ~올해도 굉장해!~                                                        | 1월 2일 - 2월 17일 7개 도시 28회 공연 |
| Hello! Project 2002 ~올해도 굉장해!~                                                        | 모닝구무스메。, 나카자와 유코, 탄포포, 풋치모니, 미니모니。, 헤이케 미치요, 이나바 아츠코, 코코넛무스메。, 컨트리무스메。, 메론키넨비, 마에다 유키, 마츠우라 아야, 이시이 리카, 후지모토 미키, 산닌 마츠리, 나나닌 마츠리, 쥬닌 마츠리 |
| Hello! Project 2002 ~ONE HAPPY SUMMER DAY~                                                  | 7월 13일 - 28일 3개 도시 12회 공연 |
| Hello! Project 2002 ~ONE HAPPY SUMMER DAY~                                                  | 모닝구무스메。, 나카자와 유코, 고토 마키, 미니모니。, 헤이케 미치요, 이나바 아츠코, 코코넛무스메。, 컨트리무스메。, 메론키넨비, 마에다 유키, 마츠우라 아야, 이시이 리카, 후지모토 미키, 하피♥7, 섹시8, 오도루♥11 |
| 2003년                                                                                      | |
| Hello! Project 2003 Winter ~즐겨 버리고 있습니다!~                                          | 1월 2일 - 2월 2일 4개 도시 25회 공연 |
| Hello! Project 2003 Winter ~즐겨 버리고 있습니다!~                                          | 모닝구무스메。, 나카자와 유코, 고토 마키, 탄포포, 풋치모니, 미니모니。, 이나바 아츠코, 코코넛무스메。, 컨트리무스메。, 메론키넨비, 마에다 유키, 마츠우라 아야, 후지모토 미키, 고맛토, 헬로! 프로젝트 키즈 |
| Hello! Project 2003 여름 ~사! 깜짝 써머!!~                                                  | 7월 19일 - 8월 3일 3개 도시 12회 공연 |
| Hello! Project 2003 여름 ~사! 깜짝 써머!!~                                                  | 모닝구무스메。, 나카자와 유코, 아베 나츠미, 야스다 케이, 고토 마키, 미니모니。, 이나바 아츠코, 코코넛무스메。, 컨트리무스메。, 메론키넨비, 마에다 유키, 마츠우라 아야, SALT5, 7AIR, 11WATER, ZYX, ROMANS, 헬로! 프로젝트 키즈 |
| 2004년                                                                                      | |
| Hello! Project 2004 Winter ~C'MON! 댄스 월드~                                               | 1월 3일 - 25일 4개 도시 23회 공연 |
| Hello! Project 2004 Winter ~C'MON! 댄스 월드~                                               | 모닝구무스메。, 나카자와 유코, 이이다 카오리, 아베 나츠미, 야스다 케이, 고토 마키, 미니모니。, 이나바 아츠코, 코코넛무스메。, 컨트리무스메。, 메론키넨비, 마에다 유키, 마츠우라 아야, 모닝구무스메。사쿠라구미, 모닝구무스메。오토메구미, ZYX, 아아!, 헬로! 프로젝트 키즈 MC : 마코토, 이나바 아츠코 |
| Hello! Project 2004 Summer ~여름의 돈~                                                      | 7월 17일 - 8월 1일 3개 도시 12회 공연 |
| Hello! Project 2004 Summer ~여름의 돈~                                                      | 모닝구무스메。, 나카자와 유코, 이이다 카오리, 아베 나츠미, 야스다 케이, 고토 마키, W, 이나바 아츠코, 아야카 (코코넛무스메。), 컨트리무스메。, 메론키넨비, 마에다 유키, 마츠우라 아야, 헬로! 프로젝트 키즈, Berryz코보 MC : 마코토, 이나바 아츠코 |
| 2005년                                                                                      | |
| Hello! Project 2005 Winter ~A HAPPY NEW POWER! 홍조~                                        | 1월 3일 - 23일 3개 도시 9회 공연 |
| Hello! Project 2005 Winter ~A HAPPY NEW POWER! 홍조~                                        | 모닝구무스메。, 비유덴, 컨트리무스메。, 메론키넨비, 마츠우라 아야, 헬로! 프로젝트 키즈 (후의 ℃-ute), H.P.올스타즈, 하로프로에그 선발 MC : 마코토 |
| Hello! Project 2005 Winter ~A HAPPY NEW POWER! 백조~                                        | 1월 4일 - 23일 3개 도시 9회 공연 |
| Hello! Project 2005 Winter ~A HAPPY NEW POWER! 백조~                                        | 나카자와 유코, 야스다 케이, 고토 마키, W, 이나바 아츠코, 아야카 (코코넛무스메。), 마에다 유키, Berryz코보, H.P.올스타즈, 하로프로에그 선발 MC : 마코토 |
| Hello! Project 2005 Winter 올스타즈 대난무 ~A HAPPY NEW POWER! 이이다 카오리 졸업 스폐셜~   | 1월 29일 · 30일 요코하마 아레나 4회 공연 |
| Hello! Project 2005 Winter 올스타즈 대난무 ~A HAPPY NEW POWER! 이이다 카오리 졸업 스폐셜~   | 모닝구무스메。, 나카자와 유코, 야스다 케이, 고토 마키, 비유덴, W, 이나바 아츠코, 아야카 (코코넛무스메。), 컨트리무스메。, 메론키넨비, 마에다 유키, 마츠우라 아야, 헬로! 프로젝트 키즈 (후의 ℃-ute), Berryz코보, H.P.올스타즈, 하로프로에그 선발 MC : 마코토 |
| Hello! Project 2005 여름의 가요쇼 ~'05 Selection! Collection!~                              | 7월 10일 - 24일 3개 도시 8회 공연 |
| Hello! Project 2005 여름의 가요쇼 ~'05 Selection! Collection!~                              | 모닝구무스메。, 나카자와 유코, 이이다 카오리, 아베 나츠미, 야스다 케이, 고토 마키, 비유덴, W, 이나바 아츠코, 아야카 (코코넛무스메。), 컨트리무스메。, 메론키넨비, 마에다 유키, 마츠우라 아야, Berryz코보, ℃-ute, 섹시오토나쟝, 에레지즈, 푸리푸리핑크, 하로프로에그 선발 MC : 마코토, 야구치 마리 |
| 2006년                                                                                      | |
| Hello! Project 2006 Winter ~원더풀 하츠~                                                    | 1월 2일 - 21일 3개 도시 14회 공연 |
| Hello! Project 2006 Winter ~원더풀 하츠~                                                    | 모닝구무스메。, 비유덴, W, Berryz코보, ℃-ute, 하로프로에그 선발 MC : 마코토, 야구치 마리 |
| Hello! Project 2006 Winter ~엘더클럽~                                                       | 1월 2일 - 22일 3개 도시 14회 공연 |
| Hello! Project 2006 Winter ~엘더클럽~                                                       | 이이다 카오리, 아베 나츠미, 야스다 케이, 고토 마키, 이나바 아츠코, 아야카 (코코넛무스메。), 컨트리무스메。, 메론키넨비, 마에다 유키, 마츠우라 아야, 하로프로에그 선발 MC : 타이세이, 카토 노리코 |
| Hello! Project 2006 Winter ~전원집GO!~                                                      | 1월 28일 · 29일 요코하마 아레나 3회 공연 |
| Hello! Project 2006 Winter ~전원집GO!~                                                      | 모닝구무스메。, 이이다 카오리, 아베 나츠미, 야스다 케이, 고토 마키, 비유덴, W, 이나바 아츠코, 아야카 (코코넛무스메。), 컨트리무스메。, 메론키넨비, 마에다 유키, 마츠우라 아야, Berryz코보, ℃-ute, DEF.DIVA, 하로프로에그 선발 MC : 마코토, 야구치 마리, 타이세이, 카토 노리코 |
| Hello! Project 2006 Summer ~원더풀 하츠 랜드~                                               | 7월 9일 - 23일 3개 도시 7회 공연 |
| Hello! Project 2006 Summer ~원더풀 하츠 랜드~                                               | 모닝구무스메。, 비유덴, 쯔지 노조미 (W), Berryz코보, ℃-ute, 츠키시마 키라리 Starring 쿠스미 코하루 (모닝구무스메。), 하로프로에그 선발 MC : 마코토, 야구치 마리 |
| 2007년                                                                                      | |
| Hello! Project 2007 Winter ~원더풀 하츠 오토메Gocoro~                                       | 1월 2일 - 21일 3개 도시 11회 공연 |
| Hello! Project 2007 Winter ~원더풀 하츠 오토메Gocoro~                                       | 모닝구무스메。, 비유덴, 쯔지 노조미, Berryz코보, ℃-ute, 츠키시마 키라리 Starring 쿠스미 코하루 (모닝구무스메。), THE 폿시보, 하로프로에그 선발 MC : 마코토, 야구치 마리 |
| Hello! Project 2007 Winter ~엘더클럽 The Celebration~                                       | 1월 5일 - 20일 3개 도시 11회 공연 |
| Hello! Project 2007 Winter ~엘더클럽 The Celebration~                                       | 나카자와 유코, 이이다 카오리, 아베 나츠미, 야스다 케이, 야구치 마리, 고토 마키, 이나바 아츠코, 아야카 (코코넛무스메。), 컨트리무스메。, 메론키넨비, 마에다 유키, 마츠우라 아야 MC : 마코토, 야구치 마리 |
| Hello! Project 2007 Winter ~집결! 10th Anniversary~                                         | 1월 27일 · 28일 요코하마 아레나 3회 공연 |
| Hello! Project 2007 Winter ~집결! 10th Anniversary~                                         | 모닝구무스메。, 나카자와 유코, 이이다 카오리, 아베 나츠미, 야스다 케이, 야구치 마리, 고토 마키, 비유덴, 쯔지 노조미, 이나바 아츠코, 아야카 (코코넛무스메。), 컨트리무스메。, 메론키넨비, 마에다 유키, 마츠우라 아야, Berryz코보, ℃-ute, 츠키시마 키라리 Starring 쿠스미 코하루 (모닝구무스메。), GAM, 모닝구무스메。탄생 10년 기념대, THE 폿시보, 하로프로에그 선발 MC : 마코토, 야구치 마리 스페셜 게스트 : 콘노 아사미 (28일만) |
| Hello! Project 2007 Summer 10th 애니버서리대감사제 ~하로☆프로 여름축제~                     | 7월 15일 - 29일 3개 도시 11회 공연 |
| Hello! Project 2007 Summer 10th 애니버서리대감사제 ~하로☆프로 여름축제~                     | 모닝구무스메。, 비유덴, 메론키넨비, Berryz코보, ℃-ute, 야구치 마리, 츠키시마 키라리 Starring 쿠스미 코하루 (모닝구무스메。), 키라☆피카, THE 폿시보, 하로프로에그 선발 MC : 마코토, 야구치 마리 스페셜 게스트 : 나카자와 유코, 이이다 카오리, 아베 나츠미, 야스다 케이, 고토 마키, 아야카 (코코넛무스메。), 온가쿠갓타스 |
| 2008년                                                                                      | |
| Hello! Project 2008 Winter ~원더풀 하츠 연중몽구~                                           | 1월 2일 - 20일 3개 도시 11회 공연 |
| Hello! Project 2008 Winter ~원더풀 하츠 연중몽구~                                           | 모닝구무스메。, Berryz코보, ℃-ute, 츠키시마 키라리 Starring 쿠스미 코하루 (모닝구무스메。), Buono!, 아테나&로비케로츠, 하로프로에그 선발 MC : 마코토, 야구치 마리 |
| Hello! Project 2008 Winter ~카시마시 엘더클럽~                                              | 1월 5일 - 19일 3개 도시 9회 공연 |
| Hello! Project 2008 Winter ~카시마시 엘더클럽~                                              | 나카자와 유코, 아베 나츠미, 야스다 케이, 야구치 마리, 이나바 아츠코, 아야카 (코코넛무스메。), 메론키넨비, 마에다 유키, 마츠우라 아야, 비유덴, 온가쿠갓타스, 하로프로에그 선발 MC : 마코토, 야구치 마리 |
| Hello! Project 2008 Winter ~결정! 하로☆프로 어워드'08~                                      | 1월 26일 · 27일 요코하마 아레나 3회 공연 |
| Hello! Project 2008 Winter ~결정! 하로☆프로 어워드'08~                                      | 모닝구무스메。, 나카자와 유코, 아베 나츠미, 야스다 케이, 야구치 마리, 이나바 아츠코, 아야카 (코코넛무스메。), 메론키넨비, 마에다 유키, 마츠우라 아야, 비유덴, 온가쿠갓타스, Berryz코보, ℃-ute, 츠키시마 키라리 Starring 쿠스미 코하루 (모닝구무스메。), Buono!, 아테나&로비케로츠, 아베 나츠미 & 야지마 마이미 (℃-ute), 하로프로에그 선발 MC : 마코토, 야구치 마리 |
| Hello! Project 2008 Summer 원더풀 하츠 공연 ~피서지에서 데이트시마SHOW~                     | 7월 19일 - 8월 3일 3개 도시 11회 공연 |
| Hello! Project 2008 Summer 원더풀 하츠 공연 ~피서지에서 데이트시마SHOW~                     | 모닝구무스메。, Berryz코보, ℃-ute, 마노 에리나, 츠키시마 키라리 Starring 쿠스미 코하루 (모닝구무스메。), MilkyWay, Buono!, High-King, 하로프로에그 선발 MC : 마코토, 이나바 아츠코 |
| 2009년                                                                                      | |
| Hello! Project 2009 Winter 원더풀 하츠 공연 ~혁명원년~                                      | 1월 2일 - 18일 3개 도시 11회 공연 |
| Hello! Project 2009 Winter 원더풀 하츠 공연 ~혁명원년~                                      | 모닝구무스메。, Berryz코보, ℃-ute, 마노 에리나, 츠키시마 키라리 Starring 쿠스미 코하루 (모닝구무스메。), MilkyWay, Buono!, 슈고캬라에그!, 하로프로에그 선발 MC : 마코토, 오가와 마코토 |
| Hello! Project 2009 Winter 엘더클럽 공연 ~Thank you for your LOVE!~                         | 1월 10일 - 25일 3개 도시 9회 공연 |
| Hello! Project 2009 Winter 엘더클럽 공연 ~Thank you for your LOVE!~                         | 나카자와 유코, 이이다 카오리, 아베 나츠미, 야스다 케이, 야구치 마리, 오가와 마코토, 후지모토 미키, 이나바 아츠코, 메론키넨비, 마에다 유키, 마츠우라 아야, 미요시 에리카, 오카다 유이, 온가쿠갓타스 MC : 마코토 스페셜 게스트 : 마노 에리나 |
| Hello! Project 2009 Winter 결정! 하로☆프로 어워드'09 ~엘더클럽 졸업기념 스폐셜~             | 1월 31일 · 2월 1일 요코하마 아레나 3회 공연 |
| Hello! Project 2009 Winter 결정! 하로☆프로 어워드'09 ~엘더클럽 졸업기념 스폐셜~             | 나카자와 유코, 이이다 카오리, 아베 나츠미, 야스다 케이, 야구치 마리, 쯔지 노조미, 오가와 마코토, 후지모토 미키, 이나바 아츠코, 메론키넨비, 마에다 유키, 마츠우라 아야, 미요시 에리카, 오카다 유이, 온가쿠갓타스, 모닝구무스메。, Berryz코보, ℃-ute, 마노 에리나, 츠키시마 키라리 Starring 쿠스미 코하루 (모닝구무스메。), Buono!, 슈고캬라에그!, 하로프로에그 선발 MC : 마코토, 야구치 마리 스페셜 게스트 : 아이스크림무스메。, 프란시스&아이코 (후의 다샤오제) |
| Hello! Project 2009 SUMMER 혁명원년 ~Hello! 챤푸루~                                         | 7월 19일 - 8월 9일 3개 도시 12회 공연 |
| Hello! Project 2009 SUMMER 혁명원년 ~Hello! 챤푸루~                                         | 모닝구무스메。, Berryz코보, ℃-ute, 마노 에리나, High-King, 속・비유덴, 아아!, ZYX-α, 신미니모니。, 풋치모니V, 탄포포#, Buono!, 가디언즈4, S/mileage, 하로프로에그 선발 MC : 마코토, 이나바 아츠코 스페셜 게스트 : 아이스크림무스메。, 장다연 |
| 2010년                                                                                      | |
| Hello! Project 2010 WINTER 가초풍월 ~모베키마스!~                                           | 1월 2일 - 23일 3개 도시 14회 공연 |
| Hello! Project 2010 WINTER 가초풍월 ~모베키마스!~                                           | 모닝구무스메。, Berryz코보, ℃-ute, 마노 에리나, 스마이레지, 하로프로에그 선발 MC : 마코토 |
| Hello! Project 2010 WINTER 가초풍월 ~셔플데이트~                                            | 1월 5일 - 24일 3개 도시 8회 공연 |
| Hello! Project 2010 WINTER 가초풍월 ~셔플데이트~                                            | High-King, 속・비유덴, 아아!, ZYX-α, 신미니모니。, 풋치모니V, 탄포포#, Buono!, 가디언즈4, 하로프로에그 선발 MC : 마코토 |
| Hello! Project 2010 SUMMER ~판코라!~                                                        | 7월 18일 - 8월 8일 4개 도시 13회 공연 |
| Hello! Project 2010 SUMMER ~판코라!~                                                        | 모닝구무스메。, Berryz코보, ℃-ute, 마노 에리나, 스마이레지, High-King (코베 밤 · 나카노 아침 · 나카노 밤 공연만), 속・비유덴 (코베 낮 · 나카노 밤 공연만), 아아! (나고야 낮 · 시부야 밤 공연만), ZYX-α (코베 낮 · 시부야 밤 공연만), 신미니모니。(나고야 낮 · 나카노 낮 공연만), 풋치모니V (나고야 밤 · 시부야 낮 공연만), 탄포포# (나고야 밤 · 나카노 낮 공연만), Buono! (코베 밤 · 시부야 낮 · 나카노 아침 공연만), 하로프로에그 선발, SI☆NA (코베 공연만) MC : 마코토, 요시자와 히토미 오프닝 팩트 : 오하걸 사키, 리루프릿 |
| 2011년                                                                                      | |
| Hello! Project 2011 WINTER ~환영 신선축제~                                                  | 1월 2일 - 23일 3개 도시 20회 공연 ※ 좋잖아 라이브(A패턴 공연)는 12회 공연, 깜짝 라이브(B패턴 공연)는 8회 공연 |
| Hello! Project 2011 WINTER ~환영 신선축제~                                                  | 모닝구무스메。, Berryz코보, ℃-ute, 마노 에리나, 스마이레지, High-King, 속・비유덴, 아아!, ZYX-α, 신미니모니。, 풋치모니V, 탄포포# (이상 A패턴 공연만), 하로프로에그 선발 MC : 마코토, 요시자와 히토미 오프닝 액트 : 킷카와 유우 |
| Hello! Project 2011 SUMMER ~일본의 미래는~                                                  | 7월 16일 - 8월 14일 3개 도시 18회 공연 ※ WOW WOW 라이브와 YEAH YEAH 라이브는 각 9회 공연 |
| Hello! Project 2011 SUMMER ~일본의 미래는~                                                  | 모닝구무스메。, Berryz코보, ℃-ute, 마노 에리나, 스마이레지, High-King (YEAH YEAH 라이브만), 하로프로에그 선발 MC : 마코토 오프닝 팩트 : 킷카와 유우 |
| 2012년                                                                                      | |
| Hello! Project 2012 WINTER ~하로☆프로 천국~                                                 | 1월 2일 - 22일 3개 도시 19회 공연 ※ 록짱은 10회 공연, 펑키짱은 9회 공연 |
| Hello! Project 2012 WINTER ~하로☆프로 천국~                                                 | 모닝구무스메。, Berryz코보, ℃-ute, 마노 에리나, 스마이레지, 하로프로에그 선발 MC : 마코토, 요시자와 히토미 게스트 : 킷카와 유우 |
| Hello! Project 탄생 15주년 기념 라이브 2012 여름                                            | 7월 21일 - 8월 19일 3개 도시 18회 공연 ※ Ktkr (키타코레) 여름의 FAN 축제!와 Wkwk (와쿠와쿠) 여름의 FAN 축제!는 각 9회 공연 |
| Hello! Project 탄생 15주년 기념 라이브 2012 여름                                            | 모닝구무스메。, Berryz코보, ℃-ute, 마노 에리나, 스마이레지, 피베리 (Ktkr (키타코레) 여름의 FAN 축제!만), DIY♡ (Wkwk (와쿠와쿠) 여름의 FAN 축제!만), 하로프로 연수생 선발 MC : 마코토, 미츠이 아이카 게스트 : 킷카와 유우 오프닝 팩트 : 미야사토 카나, 나아보두부＠나나 |
| 2013년                                                                                      | |
| Hello! Project 탄생 15주년 기념 라이브 2013 겨울                                            | 1월 2일 - 2월 3일 5개 도시 24회 공연 ※ 비바!와 브라보!는 각 12회 공연 |
| Hello! Project 탄생 15주년 기념 라이브 2013 겨울                                            | 모닝구무스메。, Berryz코보, ℃-ute, 마노 에리나, 스마이레지, 피베리, DIY♡, GREEN FIELDS, 하베스트, 하로프로 연수생 선발 MC : 마코토, 미츠이 아이카 게스트 : THE 폿시보, 업업걸즈(가), 킷카와 유우 (이상 브라보!만), 다사키 아사히 일일 OG 게스트 : 사토다 마이 (컨트리무스메。), 이이다 카오리, 야스다 케이, 오가와 마코토, 다카하시 아이, 아베 나츠미, 야구치 마리, 이시카와 리카, 요시자와 히토미, 후지모토 미키, 쿠스미 코하루, 니이가키 리사 오프닝 팩트 : 미야사토 카나 |
| Hello! Project 2013 SUMMER COOL HELLO!                                                      | 7월 27일 - 8월 31일 7개 도시 22회 공연 ※ 소레조레!는 12회 공연 (최종회 스페셜 1회 공연 포함), 마제코제!는 10회 공연 |
| Hello! Project 2013 SUMMER COOL HELLO!                                                      | 모닝구무스메。, Berryz코보, ℃-ute, 스마이레지, Juice=Juice, 다이아 레이디, 멜로우크앗드, HI-FIN (이상 소레조레! 공연만), 쥬린 (마제코제! 공연만), 하로프로 연수생 MC : 마코토(※ 8월 31일은 요시자와 히토미), 미츠이 아이카 게스트 : 다사키 아사히 (마제코제! 공연만) |
| 2014년                                                                                      | |
| Hello! Project 2014 WINTER ~GOiSU MODE~ & ~DE-HA MiX~                                       | 1월 2일 - 2월 16일 7개 도시 20회 공연 ※ GOiSU MODE는 11회 공연, DE-HA MiX는 9회 공연 |
| Hello! Project 2014 WINTER ~GOiSU MODE~ & ~DE-HA MiX~                                       | 모닝구무스메。'14, Berryz코보, ℃-ute, 스마이레지, Juice=Juice, 하로프로 연수생 MC : 마코토 게스트 : Bitter & Sweet (나카노 공연만) |
| Hello! Project 2014 SUMMER ~KOREZO!~ & ~YAPPARI!~                                           | 7월 12일 - 9월 6일 7개 도시 21회 공연 ※ KOREZO!는 12회 공연, YAPPARI!는 9회 공연 |
| Hello! Project 2014 SUMMER ~KOREZO!~ & ~YAPPARI!~                                           | 모닝구무스메。'14, Berryz코보, ℃-ute, 스마이레지, Juice=Juice, 하로프로 연수생 MC : 마코토 게스트 : LoVendoЯ, THE 폿시보, Bitter & Sweet, 업업걸즈(가), 킷카와 유우 |
| 2015년                                                                                      | |
| Hello! Project 2015 WINTER ~DANCE MODE!~ & ~HAPPY EMOTION!~                                 | 1월 2일 - 2월 15일 7개 도시 22회 공연 ※ DANCE MODE!는 13회 공연, HAPPY EMOTION!은 9회 공연 |
| Hello! Project 2015 WINTER ~DANCE MODE!~ & ~HAPPY EMOTION!~                                 | Berryz코보, ℃-ute, 모닝구무스메。'15, 안주루무, Juice=Juice, 컨트리걸즈, 헬로! 프로젝트 신유닛 (후의 코부시팩토리), 하로프로 연수생 MC : 마코토 게스트 : LoVendoЯ, THE 폿시보, Bitter & Sweet, 업업걸즈(가), 킷카와 유우 오프닝 액트 : Lovelys!!!! (2월 15일 오사카 밤 공연만) |
| Hello! Project 2015 SUMMER ~DISCOVERY~ & ~CHALLENGER~                                       | 7월 11일 - 8월 29일 7개 도시 20회 공연 ※ DISCOVERY는 12회 공연, CHALLENGER는 8회 공연 |
| Hello! Project 2015 SUMMER ~DISCOVERY~ & ~CHALLENGER~                                       | ℃-ute, 모닝구무스메。'15, 안주루무, Juice=Juice, 컨트리걸즈, 코부시팩토리, 츠바키팩토리, 하로프로 연수생 MC : 마코토 오프닝 액트 : Lovelys!!!! (오사카 공연만) |
| 2016년                                                                                      | |
| Hello! Project 2016 WINTER ~DANCING! SINGING! EXCITING!~                                    | 1월 2일 - 2월 20일 7개 도시 21회 공연 |
| Hello! Project 2016 WINTER ~DANCING! SINGING! EXCITING!~                                    | ℃-ute, 모닝구무스메。'16, 안주루무, Juice=Juice, 컨트리걸즈, 코부시팩토리, 츠바키팩토리, 하로프로 연수생 MC : 마코토 |
| Hello! Project 2016 SUMMER ~Sunshine Parade~ & ~Rainbow Carnival~                           | 7월 16일 - 9월 3일 7개 도시 20회 공연 ※ Sunshine Parade는 12회 공연, Rainbow Carnival은 8회 공연 |
| Hello! Project 2016 SUMMER ~Sunshine Parade~ & ~Rainbow Carnival~                           | ℃-ute, 모닝구무스메。'16, 안주루무, Juice=Juice, 컨트리걸즈, 코부시팩토리, 츠바키팩토리, 하로프로 연수생 MC : 마코토 오프닝 액트 : Lovelys!!!! (7월 24일 오사카 공연만), 하로프로 연수생 홋카이도 (삿포로 공연만) |
| 2017년                                                                                      | |
| Hello! Project 2017 WINTER ~Crystal Clear~ & ~Kaleidoscope~                                 | 1월 2일 - 2월 25일 7개 도시 19회 공연 ※ Crystal Clear는 11회 공연, Kaleidoscope는 8회 공연 |
| Hello! Project 2017 WINTER ~Crystal Clear~ & ~Kaleidoscope~                                 | 모닝구무스메。'17, 안주루무, Juice=Juice, 컨트리걸즈, 코부시팩토리, 츠바키팩토리, 하로프로 연구생 MC : 마코토 오프닝 액트 : 안주루무 (후쿠오카 · 삿포로 · 오사카 2월 18일 낮 공연만), 하로프로 연수생 홋카이도 (삿포로 공연만), Lovelys (오사카 2월 18일 밤 · 19일 공연만) |
| Hello! Project 2017 SUMMER ~HELLO! MEETING~ & ~HELLO! GATHERING~                            | 7월 15일 - 9월 2일 7개 도시 20회 공연 ※ HELLO! MEETING은 12회 공연, HELLO! GATHERING은 8회 공연 |
| Hello! Project 2017 SUMMER ~HELLO! MEETING~ & ~HELLO! GATHERING~                            | 모닝구무스메。'17, 안주루무, Juice=Juice, 컨트리걸즈, 코부시팩토리, 츠바키팩토리, 하로프로 연수생 MC : 마코토 |
| 2018년                                                                                      | |
| Hello! Project 20th Anniversary!! Hello! Project 2018 WINTER ~PERFECT SCORE~ & ~FULL SCORE~ | 1월 2일 - 2월 24일 7개 도시 23회 공연 ※ PERFECT SCORE는 10회 공연, FULL SCORE는 9회 공연, PERFECT SCORE+는 4회 공연 |
| Hello! Project 20th Anniversary!! Hello! Project 2018 WINTER ~PERFECT SCORE~ & ~FULL SCORE~ | 모닝구무스메。'18, 안주루무, Juice=Juice, 컨트리걸즈, 코부시팩토리, 츠바키팩토리, 이나바 마나카, 하로프로 연수생 MC : 마코토 게스트 : 나카자와 유코, 이시구로 아야, 이이다 카오리, 아베 나츠미, 후쿠다 아스카 (나고야 1월 28일 낮 공연만) 오프닝 액트 : Lovelys (오사카 공연만), 하로프로 연구생 홋카이도 (삿포로 공연만) |
| Hello! Project 20th Anniversary!! Hello! Project 2018 SUMMER ~ALL FOR ONE~ & ~ONE FOR ALL~  | 7월 14일 - 9월 1일 7개 도시 19회 공연 ※ ALL FOR ONE은 11회 공연, ONE FOR ALL은 8회 공연 |
| Hello! Project 20th Anniversary!! Hello! Project 2018 SUMMER ~ALL FOR ONE~ & ~ONE FOR ALL~  | 모닝구무스메。'18, 안주루무, Juice=Juice, 컨트리걸즈, 코부시팩토리, 츠바키팩토리, 신그룹 (후의 BEYOOOOONDS), 하로프로 연수생 MC : 마코토 OG 게스트 : 나카자와 유코, 이이다 카오리, 야스다 케이, 야구치 마리, 이치이 사야카, 고토 마키, 요시자와 히토미, 카고 아이, 다카하시 아이, 니이가키 리사, 후지모토 미키, 미치시게 사유미, 다나카 레이나, 타이요토시스코문(시노다 미호, 이나바 아츠코, 코미나토 미와), 시미즈 사키, 스도우 마아사, 나츠야키 미야비, 쿠마이 유리나, 야지마 마이미, 나카지마 사키, 스즈키 아이리, 오카이 치사토, 마노 에리나, 후쿠다 카논 특별 게스트 : DA PUMP (나카노 8월 5일 낮 공연만) 오프닝 액트 : Lovelys (오사카 공연만), 죠죠군단 (후쿠오카 · 나카노 · 히로시마 공연만), 하로프로 연구생 홋카이도 (삿포로 공연만) |
| 2019년                                                                                      | |
| Hello! Project 20th Anniversary!! Hello! Project 2019 WINTER ~YOU & I~ & ~NEW AGE~          | 1월 2일 - 3월 3일 7개 도시 22회 공연 ※ YOU & I는 13회 공연, NEW AGE는 9회 공연 |
| Hello! Project 20th Anniversary!! Hello! Project 2019 WINTER ~YOU & I~ & ~NEW AGE~          | 모닝구무스메。'19, 안주루무, Juice=Juice, 컨트리걸즈, 코부시팩토리, 츠바키팩토리, BEYOOOOONDS, 하로프로 연수생 MC : 마코토 OG 게스트 : 야스다 케이, 야구치 마리, 이치이 사야카, 니이가키 리사, 후지모토 미키, 미치시게 사유미, 다나카 레이나, 타이요토시스코문(시노다 미호, 이나바 아츠코, 코미나토 미와), 시미즈 사키, 스도우 마아사, 나츠야키 미야비, 쿠마이 유리나, 야지마 마이미, 나카지마 사키, 스즈키 아이리, 오카이 치사토 오프닝 액트 : 칼리지 코스모스 (나카노 공연만), Lovelys (오사카 공연만), 하로프로 연구생 홋카이도 (삿포로 공연만) |
| Hello! Project 2019 SUMMER「beautiful」&「harmony」                                         | 7월 13일 - 9월 1일 7개 도시 20회 공연 ※ beautiful는 11회 공연, harmony는 9회 공연, 마지막 날은 라이브 뷰잉을 국내 14개소에서 실시 |
| Hello! Project 2019 SUMMER「beautiful」&「harmony」                                         | 모닝구무스메。'19, 안주루무, Juice=Juice, 컨트리걸즈, 코부시팩토리, 츠바키팩토리, BEYOOOOONDS, 하로프로 연수생 유닛, 하로프로 연수생 MC : 마코토 오프닝 액트 : Lovelys (오사카 공연만), 칼리지 코스모스 (나카노 공연만) |
| 2020년                                                                                      | |
| Hello! Project 2020 Winter HELLO! PROJECT IS [ ] ~side A~ & ~side B~                        | 1월 2일 - 2월 24일 7개 도시 25회 공연 ※ side A는 14회 공연, side B는 11회 공연 |
| Hello! Project 2020 Winter HELLO! PROJECT IS [ ] ~side A~ & ~side B~                        | 모닝구무스메。'20, 안주루무, Juice=Juice, 코부시팩토리, 츠바키팩토리, BEYOOOOONDS, 하로프로 연수생 유닛, 하로프로 연수생 MC : 마코토 MC 어시스턴트 : 쿠도 하루카, 미야자키 유카, 이이쿠보 하루나 오프닝 액트 : Lovelys (오사카 공연만) |
| Hello! Project 2020 Summer COVERS ~The Ballad~                                              | 7월 11일 - 9월 5일 8개 도시 36회 공연 ※ A, B, C의 3팀에 분할해 각 12회 공연 |
| Hello! Project 2020 Summer COVERS ~The Ballad~                                              | 모닝구무스메。'20, 안주루무, Juice=Juice, 츠바키팩토리, BEYOOOOONDS MC : 야스다 케이 (7월 11일 나카노 공연만), 야구치 마리 (7월 12일 나카노 공연만), 나카지마 사키 (7월 18일 · 19일 오사카 · 8월 1일 · 2일 히로시마 공연만), 야지마 마이미 (7월 25일 미야기 공연만 · 8월 23일 나카노 공연만), 콘노 아사미 (8월 8일 홋카이도 공연만), 미야자키 유카 (8월 15일 · 16일 후쿠오카 공연만), 이이쿠보 하루나 (8월 22일 나카노 공연만 · 9월 5일 하치오지 공연만), 스도우 마아사 (8월 29일 아이치 공연만), 쿠마이 유리나 (8월 30일 아이치 공연만) |
| Hello! Project 2020 ~The Ballad~                                                            | 9월 19일 - 12월 20일 47개 도시 137회 공연 ※ 공연마다 출연자 및 출연인원 상이 다름 |
| Hello! Project 2020 ~The Ballad~                                                            | 모닝구무스메。'20, 안주루무, Juice=Juice, 츠바키팩토리, BEYOOOOONDS |
| Hello! Project 2020 Autumn ~The Ballad~ Extra Number                                        | 10월 12일 일본 무도관 1회 공연 ※ 라이브 뷰잉을 국내 27개소에서 실시 |
| Hello! Project 2020 Autumn ~The Ballad~ Extra Number                                        | 모닝구무스메。'20, 안주루무, Juice=Juice, 츠바키팩토리 오프닝 액트 : 죠죠군단 |
| Hello! Project 2020 ~The Ballad~ Special Number                                             | 12월 2일 1개 도시 1회 공연 |
| Hello! Project 2020 ~The Ballad~ Special Number                                             | 모닝구무스메。'20, 안주루무, Juice=Juice, 츠바키팩토리, BEYOOOOONDS, 하로프로 연수생 |
| Hello! Project 2020 ~The Ballad Best Selection~                                             | 12월 30일 나카노 선플라자 1회 공연 |
| Hello! Project 2020 ~The Ballad Best Selection~                                             | 모닝구무스메。'20, 안주루무, Juice=Juice, 츠바키팩토리, BEYOOOOONDS |
| 2021년                                                                                      | |
| Hello! Project 2021 Winter ~STEP BY STEP~                                                   | 1월 2일 - 2월 28일 16개 도시 52회 공연 ※ 공연마다 유닛 및 출연인원 상이 다름 |
| Hello! Project 2021 Winter ~STEP BY STEP~                                                   | 모닝구무스메。'21, 안주루무, Juice=Juice, 츠바키팩토리, BEYOOOOONDS, 하로프로 연수생 유닛 |
| Hello! Project 2021 봄「화조풍월」                                                          | 3월 13일 - 5월 30일 21개 도시 66회 공연 ※ 화, 조, 풍, 월의 4팀으로 분산 공연 |
| Hello! Project 2021 봄「화조풍월」                                                          | 모닝구무스메。'21, 안주루무, Juice=Juice, 츠바키팩토리, BEYOOOOONDS |
| Hello! Project 2021 Summer ~Sapphire & Ruby~                                                | 7월 17일 - 9월 5일 8개 도시 26회 공연 ※ Sapphire, Ruby의 2팀으로 분산 공연 ※ Sapphire와 Ruby는 각 13회 공연 |
| Hello! Project 2021 Summer ~Sapphire & Ruby~                                                | 모닝구무스메。'21, 안주루무, Juice=Juice, 츠바키팩토리, BEYOOOOONDS, 하로프로 연수생 유닛 (후의 OCHA NORMA), 하로프로 연수생 |
| Hello! Project 2021 가을「속 · 화조풍월」                                                   | 9월 23일 - 12월 4일 25개 도시 64회 공연 ※ 화, 조, 풍, 월의 4팀으로 분산 공연 |
| Hello! Project 2021 가을「속 · 화조풍월」                                                   | 모닝구무스메。'21, 안주루무, Juice=Juice, 츠바키팩토리, BEYOOOOONDS |
| 2022년                                                                                      | |
| Hello! Project 2022 Winter ~LOVE & PEACE~                                                   | 1월 2일 - 2월 27일 6개 도시 23회 공연 ※ LOVE, PEACE 2팀을 중심으로 각 그룹 멤버 전원의 퍼포먼스를 포함한 공연 ※ LOVE, PEACE는 각 17회 공연 |
| Hello! Project 2022 Winter ~LOVE & PEACE~                                                   | 모닝구무스메。'22, 안주루무, Juice=Juice, 츠바키팩토리, BEYOOOOONDS, OCHA NORMA, 하로프로 연수생 |
| Hello! Project 2022 Spring CITY CIRCUIT                                                     | 3월 19일 - 6월 4일 16개 도시 82회 공연 ※ 헬로! 프로젝트가 붙은 각 그룹의 콘서트 투어 ※ 모닝구무스메。'22는 18회 공연, 안주루무는 18회 공연, Juice=Juice는 16회 공연, 츠바키팩토리, BEYOOOONDS는 각 15회 공연 |
| Hello! Project 2022 Spring CITY CIRCUIT                                                     | 모닝구무스메。'22, 안주루무, Juice=Juice, 츠바키팩토리, BEYOOOOONDS |
| Hello! Project 2022 Summer CITY CIRCUIT                                                     | 7월 9일 - 8월 28일 7개 도시 27회 공연 ※ 헬로! 프로젝트가 붙은 각 그룹의 콘서트 투어 ※ 모닝구무스메。'22는 6회 공연, 안주루무는 5회 공연, Juice=Juice, 츠바키팩토리는 각 6회 공연, BEYOOOONDS는 5회 공연 ※ 8월 27일 · 28일에 전국 47도도부현의 극장에서 라이브 뷰잉을 실시. |
| Hello! Project 2022 Summer CITY CIRCUIT                                                     | 모닝구무스메。'22, 안주루무, Juice=Juice, 츠바키팩토리, BEYOOOOONDS |
| Hello! Project 2022 Autumn CITY CIRCUIT                                                     | 9월 24일 - 11월 27일 24개 도시 75회 공연 ※ 헬로! 프로젝트가 붙은 각 그룹의 콘서트 투어 ※ 모닝구무스메。'22는 20회 공연, 안주루무는 15회 공연, Juice=Juice, 츠바키팩토리는 각 14회 공연, BEYOOOONDS는 12회 공연 |
| Hello! Project 2022 Autumn CITY CIRCUIT                                                     | 모닝구무스메。'22, 안주루무, Juice=Juice, 츠바키팩토리, BEYOOOOONDS |
| 2023년                                                                                      | |
| Hello! Project 2023 Winter ~TWO OF US~                                                      | 1월 2일 - 2월 25일 7개 도시 39회 공연 ※ A(모닝구무스메。'23, OCHA NORMA), B(안주루무, 츠바키팩토리), C(Juice=Juice, BEYOOOOONDS)의 3팀으로 분산하여 공연 ※ A, B, C는 각 13회 공연 |
| Hello! Project 2023 Winter ~TWO OF US~                                                      | 모닝구무스메。'23, 안주루무, Juice=Juice, 츠바키팩토리, BEYOOOOONDS, OCHA NORMA |
| Hello! Project 2023 Spring CITY CIRCUIT                                                     | 3월 18일 - 7월 8일 22개 도시 76회 공연 ※ 헬로! 프로젝트가 붙은 각 그룹의 콘서트 투어 ※ 모닝구무스메。'23는 21회 공연, 안주루무는 18회 공연, Juice=Juice는 14회 공연, 츠바키팩토리는 각 11회 공연, BEYOOOONDS는 12회 공연 |
| Hello! Project 2023 Spring CITY CIRCUIT                                                     | 모닝구무스메。'23, 안주루무, Juice=Juice, 츠바키팩토리, BEYOOOOONDS |
| Hello! Project 2023 Summer CITY CIRCUIT                                                     | 7월 15일 - 9월 3일 10개 도시 39회 공연 ※ 헬로! 프로젝트가 붙은 각 그룹의 콘서트 투어 ※ 모닝구무스메。'23와 츠바키팩토리는 각 8회 공연, 안주루무는 6회 공연, Juice=Juice와 BEYOOOONDS는 7회 공연, OCHA NORMA는 4회 공연 |
| Hello! Project 2023 Summer CITY CIRCUIT                                                     | 모닝구무스메。'23, 안주루무, Juice=Juice, 츠바키팩토리, BEYOOOOONDS, OCHA NORMA |
| 2024년                                                                                      | |
| Hello! Project 2024 Winter ~THREE OF US~                                                    | 1월 2일 - 2월 23일 9개 도시 39회 공연 ※ A(모닝구무스메。'24, 츠바키팩토리, BEYOOOOONDS), B(안주루무, Juice=Juice, OCHA NORMA)의 2팀으로 분산하여 공연 ※ A는 20회 공연, B는 19회 공연 |
| Hello! Project 2024 Winter ~THREE OF US~                                                    | 모닝구무스메。'24, 안주루무, Juice=Juice, 츠바키팩토리, BEYOOOOONDS, OCHA NORMA 오프닝 액트 : 하로프로 연수생 유닛'24 |
| Hello! Project 2024 Summer ALL OF US「베가」&「알타이르」                                   | 7월 13일 - 8월 25일 6개 도시 15회 공연 ※ 베카는 8회 공연과 알타이르는 각 7회 공연 |
| Hello! Project 2024 Summer ALL OF US「베가」&「알타이르」                                   | 모닝구무스메。'24, 안주루무, Juice=Juice, 츠바키팩토리, BEYOOOOONDS, OCHA NORMA, 로지 크로니클 오프닝 액트 : 하로프로 연수생 (타치가와, 후쿠야마, 오사카 공연만) |
| 2025년                                                                                      | |
| Hello! Project 2025 Winter Fes.「각」&「합」                                                | 1월 2일 - 3월 1일 7개 도시 22회 공연 ※ 각은 10회 공연, 합은 12회 공연 |
| Hello! Project 2025 Winter Fes.「각」&「합」                                                | 모닝구무스메。'25, 안주루무, Juice=Juice, 츠바키팩토리, BEYOOOOONDS, OCHA NORMA, 로지 크로니클 오프닝 액트 : 하로프로 연수생 (오사카, 아이치 공연만) |
| 하로! 콘 2025                                                                               | 7월 19일 - 8월 31일 3개 도시 12회 공연 ※ 지바 공연은 Hulu에서 완전 생중계. |
| 하로! 콘 2025                                                                               | 모닝구무스메。'25, 안주루무, Juice=Juice, 츠바키팩토리, BEYOOOOONDS, OCHA NORMA, 로지 크로니클, 하로프로 연수생 |

### 특별 콘서트
| Hello! Project 봄의 대감사제 히나마츠리 페스티벌 2013                                           | 3월 2일 - 3일 퍼시픽 요코하마 3회 공연 |
| Hello! Project 봄의 대감사제 히나마츠리 페스티벌 2013                                           | 모닝구무스메。, Berryz코보, ℃-ute, 스마이레지, 미츠이 아이카, Juice=Juice, 다사키 아사히, 피베리, DIY♡, GREEN FIELDS, 하로프로 연수생 선발 |
| 시부야 야온 90주년 기념 사업 Hello! Project 야온 프리미엄 LIVE 가이페스 supported by Hellosmile | 5월 19일 시부야 야온 음악당 2회 공연 |
| 시부야 야온 90주년 기념 사업 Hello! Project 야온 프리미엄 LIVE 가이페스 supported by Hellosmile | 모닝구무스메。, Berryz코보, ℃-ute, 스마이레지, 미츠이 아이카, Juice=Juice, 하로프로 연수생 |
| Hello! Project COUNTDOWN PARTY 2013 ~GOOD BYE & HELLO!~                                         | 12월 31일 나카노 선플라자 2회 공연 (2부 구성) ※ 라이브 뷰잉을 국내 34개소, 해외 4개소에서 실시 |
| Hello! Project COUNTDOWN PARTY 2013 ~GOOD BYE & HELLO!~                                         | 모닝구무스메。, Berryz코보, ℃-ute, 스마이레지, 미츠이 아이카, Juice=Juice, 하로프로 연수생, 타이요토시스코문, 메론키넨비, 나카자와 유코, 이시구로 아야, 이이다 카오리, 아베 나츠미, 야스다 케이, 이시카와 리카, 요시자와 히토미, 쯔지 노조미, 다카하시 아이, 오가와 마코토, 니이가키 리사, 후지모토 미키, 쿠스미 코하루, 헤이케 미치요, 마츠우라 아야, 마에다 유키, 사토다 마이, 미요시 에리카, 마노 에리나, THE 폿시보, 업업걸즈(가), 킷카와 유우, 미야사토 카나, 와타세 마키, 나카지마 타쿠이, 마츠바라 타케시, LoVendoЯ, 다사키 아사히, 나세가와 모에미, 에릭 후쿠사키, 호리우치 타카오, 층쿠♂, 하타케, 마코토, 타이세이 |
| 2014년                                                                                          | |
| Hello! Project 히나페스 2014 ~Full 코스~                                                        | 3월 29일 - 30일 퍼시픽 요코하마 4회 공연 |
| Hello! Project 히나페스 2014 ~Full 코스~                                                        | 모닝구무스메。'14, Berryz코보, ℃-ute, 스마이레지, Juice=Juice, 하로프로 연수생, LoVendoЯ, Bitter & Sweet, 사토노아카리, 트리플렛, ODATOMO |
| Hello! Project COUNTDOWN PARTY 2014 ~GOOD BYE & HELLO!~                                         | 12월 31일 2개 도시 2회 공연 (오사카 코베 동시 공연, 오사카는 2부 구성) ※ 라이브 뷰잉을 국내 34개소, 해외 4개소에서 실시 |
| Hello! Project COUNTDOWN PARTY 2014 ~GOOD BYE & HELLO!~                                         | Berryz코보, ℃-ute, 모닝구무스메。'14, 안주루무, Juice=Juice, 컨트리걸즈, 하로프로 연수생, LoVendoЯ, Bitter & Sweet, THE 폿시보, 업업걸즈(가), 킷카와 유우 MC : 나카자와 유코 (오사카 1,2부), 요시자와 히토미 (코베, 오사카 2부) 오프닝 액트 : Lovelys!!!! (오사카 1,2부) |
| 2015년                                                                                          | |
| Berryz코보 축제                                                                                 | 2월 28일 - 3월 1일 아리아케 콜로세움 2회 공연 |
| Berryz코보 축제                                                                                 | Berryz코보, ℃-ute, 모닝구무스메。'15, 안주루무, Juice=Juice, 컨트리걸즈, 코부시팩토리, 하로프로 연수생 |
| Hello! Project 히나페스 2015 ~만개! The Girls' Festival~                                        | 3월 28일 - 29일 퍼시픽 요코하마 3회 공연 |
| Hello! Project 히나페스 2015 ~만개! The Girls' Festival~                                        | ℃-ute, 모닝구무스메。'15, 안주루무, Juice=Juice, 컨트리걸즈, 하로프로 연수생 게스트 : 업업걸즈 (가) (28일만), THE 폿시보 (29일 낮 공연만), 킷카와 유우 (29일 밤 공연만) |
| Hello! Project New Fes! 2015                                                                    | 5월 16일 시부야 공회당 2회 공연 |
| Hello! Project New Fes! 2015                                                                    | 컨트리걸즈, 코부시팩토리, 츠바키팩토리 |
| Hello! Project New Fes! II                                                                      | 9월 23일 - 26일 2개 도시 4회 공연 |
| Hello! Project New Fes! II                                                                      | 코부시팩토리, 츠바키팩토리 게스트 : 컨트리걸즈 (26일 오사카 공연만) |
| Hello! Project COUNTDOWN PARTY 2015 ~GOOD BYE & HELLO!~                                         | 12월 31일 나카노 선플라자 2회 공연 (2부 구성) ※ 라이브 뷰잉을 국내 34개소에서 실시 |
| Hello! Project COUNTDOWN PARTY 2015 ~GOOD BYE & HELLO!~                                         | ℃-ute, 모닝구무스메。'15, 안주루무, Juice=Juice, 컨트리걸즈, 코부시팩토리, 츠바키팩토리, 하로프로 연수,생, 다카하시 아이, 니이가키 리사, 미츠이 아이카, Buono!, Bitter & Sweet (다카하시 이하 5조는 2부만) MC : 사와야카 고로, 나츠야키 미야비, 쿠마이 유리나 |
| 2016년                                                                                          | |
| Hello! Project 히나페스 2016                                                                    | 3월 19일 - 20일 퍼시픽 요코하마 4회 공연 |
| Hello! Project 히나페스 2016                                                                    | ℃-ute, 모닝구무스메。'16, 안주루무, Juice=Juice, 컨트리걸즈, 코부시팩토리, 츠바키팩토리, 하로프로 연수생 |
| Hello! Project COUNTDOWN PARTY 2016 ~GOOD BYE & HELLO!~                                         | 12월 31일 나카노 선플라자 2회 공연 (2부 구성) ※ 라이브 뷰잉을 국내 21개소, 해외 1개소에서 실시 |
| Hello! Project COUNTDOWN PARTY 2016 ~GOOD BYE & HELLO!~                                         | ℃-ute, 모닝구무스메。'16, 안주루무, Juice=Juice, 컨트리걸즈, 코부시팩토리, 츠바키팩토리, 하로프로 연수생, 후지모토 미키 (1부만), 이시카와 리카, Buono!, Lovelys (이시카와 이하 2조는 2부만) MC : 죠죠군단, 츠구나가 모모코, 쿠마이 유리나 |
| 2017년                                                                                          | |
| Hello! Project 히나페스 2017                                                                    | 3월 25일 - 26일 마쿠하리 멧세 4회 공연 |
| Hello! Project 히나페스 2017                                                                    | ℃-ute, 모닝구무스메。'17, 안주루무, Juice=Juice, 컨트리걸즈, 코부시팩토리, 츠바키팩토리, 하로프로 연수생, Buono! (26일 낮 공연만) |
| Hello! Project 20th Anniversary!! Hello! Project COUNTDOWN PARTY 2017 ~GOOD BYE & HELLO!~       | 12월 31일 나카노 선플라자 2회 공연 (2부 구성) ※ 라이브 뷰잉을 국내 21개소, 해외 1개소에서 실시 |
| Hello! Project 20th Anniversary!! Hello! Project COUNTDOWN PARTY 2017 ~GOOD BYE & HELLO!~       | 모닝구무스메。'17, 안주루무, Juice=Juice, 컨트리걸즈, 코부시팩토리, 츠바키팩토리, 하로프로 연수생, 시미즈 사키, 쿠마이 유리나, 나카지마 사키, 스즈키 아이리, 야구치 마리 (이상 1부만), 다카하시 아이, 니이가키 리사 (이상 2부만) MC : 죠죠군단, 쿠마이 유리나, 나카지마 사키 오프닝 액트 : Lovelys |
| 2018년                                                                                          | |
| Hello! Project 20th Anniversary!! Hello! Project 히나페스 2018                                  | 3월 31일 - 4월 1일 마쿠하리 멧세 4회 공연 |
| Hello! Project 20th Anniversary!! Hello! Project 히나페스 2018                                  | 모닝구무스메。'18, 안주루무, Juice=Juice, 컨트리걸즈, 코부시팩토리, 츠바키팩토리, 이나바 마나카, 하로프로 연수생 MC : 마코토 (오프닝 액트만) 게스트 : 나카자와 유코, 이시구로 아야, 이이다 카오리, 아베 나츠미, 후쿠다 아스카, 시노다 미호, 이나바 아츠코, 코미나토 미와 (이상 3월 31일 낮 공연만), 야구치 마리 (3월 31일 낮 · 밤 공연만), 요시자와 히토미, 다카하시 아이, 후지모토 미키, 미치시게 사유미, 다나카 레이나 (이상 3월 31일 밤 공연만) 오프닝 액트 : Lovelys, 하로프로 멤버 전원 |
| Hello! Project 20th Anniversary!! Hello! Project 하로! 페스 2018                                | 10월 20일 - 21일 아야노쿠니 쿠마가와 돔 3회 공연 |
| Hello! Project 20th Anniversary!! Hello! Project 하로! 페스 2018                                | 모닝구무스메。'18, 안주루무, Juice=Juice, 컨트리걸즈, 코부시팩토리, 츠바키팩토리, BEYOOOOONDS, 하로프로 연수생 게스트 : 메론키넨비 (10월 21일만) 오프닝 액트 : 칼리지 코스모스 |
| Hello! Project 20th Anniversary!! Hello! Project COUNTDOWN PARTY 2018 ~GOOD BYE & HELLO!~       | 12월 31일 나카노 선플라자 2회 공연 (2부 구성) ※ 라이브 뷰잉을 국내 21개소, 해외 1개소에서 실시 |
| Hello! Project 20th Anniversary!! Hello! Project COUNTDOWN PARTY 2018 ~GOOD BYE & HELLO!~       | 모닝구무스메。'18, 안주루무, Juice=Juice, 컨트리걸즈, 코부시팩토리, 츠바키팩토리, BEYOOOOONDS, 하로프로 연수생, 스도우 마아사, 쿠마이 유리나, 야지마 마이미, 나카지마 사키 (이상 2부만) MC : 죠죠군단, 쿠마이 유리나, 나카지마 사키 오프닝 액트 : Lovelys |
| 2019년                                                                                          | |
| Hello! Project 20th Anniversary!! Hello! Project 히나페스 2019                                  | 3월 30일 - 31일 마쿠하리 멧세 4회 공연 |
| Hello! Project 20th Anniversary!! Hello! Project 히나페스 2019                                  | 모닝구무스메。'19, 안주루무, Juice=Juice, 컨트리걸즈, 코부시팩토리, 츠바키팩토리, BEYOOOOONDS, 하로프로 연수생 게스트 : 쯔지 노조미, 카고 아이, 니이가키 리사, 미치시게 사유미, 사야시 리호 (이상 3월 30일 낮 공연만) |
| Hello! Project COUNTDOWN PARTY 2019 ~GOOD BYE & HELLO!~                                         | 12월 31일 나카노 선플라자 2회 공연 (2부 구성) ※ 라이브 뷰잉을 국내 21개소, 해외 1개소에서 실시 |
| Hello! Project COUNTDOWN PARTY 2019 ~GOOD BYE & HELLO!~                                         | 모닝구무스메。'19, 안주루무, Juice=Juice, 코부시팩토리, 츠바키팩토리, BEYOOOOONDS, 하로프로 연수생 유닛, 하로프로 연수생, 미치시게 사유미 (1부만), 스즈키 아이리, 쿠도 하루카, 미야자키 유카, 하루타 아츠시 (이상 2부만) MC : 죠죠군단, 쿠도 하루카, 미야자키 유카 오프닝 액트 : Lovelys |
| 2020년                                                                                          | |
| Hello! Project 히나페스 2020 ~재해지 부흥 지원 · 토호쿠를 건강하게!~                            | 3월 20일 - 22일 3회 공연 (무관객 공연) |
| Hello! Project 히나페스 2020 ~재해지 부흥 지원 · 토호쿠를 건강하게!~                            | 모닝구무스메。'20, 안주루무, Juice=Juice, 코부시팩토리, 츠바키팩토리, BEYOOOOONDS, 하로프로 연수생 유닛, 하로프로 연수생 |
| Hello! Project Year-End Party 2020 ~GOOD BYE & HELLO!~                                          | 12월 31일 나카노 선플라자 3회 공연 (3부 구성) ※ 라이브 뷰잉을 국내 26개소에서 실시 또는 히카리 TV(2부만), 후지테레비 TWO(3부만)에서 완전 생중계. |
| Hello! Project Year-End Party 2020 ~GOOD BYE & HELLO!~                                          | 모닝구무스메。'20, 안주루무, Juice=Juice, 츠바키팩토리, BEYOOOOONDS, 하로프로 연수생 유닛, 하로프로 연수생선발 게스트 : 다카야마 겐, 다나카 레이나, Bitter & Sweet (이상 1부만), 호리우치 타카오, PINK CRES., 스즈키 아이리 (이상 2부만), 나카지마 타쿠이, 마츠바라 타케시, 다카하시 아이, 미야모토 카린 (이상 3부만) MC : 죠죠군단 오프닝 액트 : 죠죠군단 |
| 2021년                                                                                          | |
| Hello! Project 히나페스 2021                                                                    | 3월 27일 - 28일 마쿠하리 멧세 4회 공연 ※ CS 테레비아사히 채널 2, 스카파! 디맨드(이상 1부만), 히카리 TV, dTV(이상 2, 4부만), 니코니코 생방송(3부만)에서 완전 생중계. |
| Hello! Project 히나페스 2021                                                                    | 모닝구무스메。'21, 안주루무, Juice=Juice, 츠바키팩토리, BEYOOOOONDS, 하로프로 연수생 유닛 (후의 OCHA NORMA), 하로프로 연수생 |
| Hello! Project Year-End Party 2021 ~GOOD BYE & HELLO!~                                          | 12월 30일 - 31일 나카노 선플라자 5회 공연 |
| Hello! Project Year-End Party 2021 ~GOOD BYE & HELLO!~                                          | 모닝구무스메。'21, 안주루무, Juice=Juice, 츠바키팩토리, BEYOOOOONDS, OCHA NORMA, 하로프로 연수생 게스트 : 나츠야키 미야비, 스도우 마아사, 쿠마이 유리나, 오가타 리사 (나츠야키 이하 4명은 30일 1부 · 31일 1부만), 카츠다 리나 (30일 2부만), 미야모토 카린 (30일 2부 · 31일 2부만), 스즈키 아이리 (31일 2부만), 야지마 마이미, 다나카 레이나 (이상 31일 3부만) MC : 미야자키 유카 |
| 2022년                                                                                          | |
| Hello! Project 히나페스 2022                                                                    | 4월 2일 - 3일 마쿠하리 멧세 4회 공연 ※ 전국 47도도부현, 해외 2곳의 극장에서 라이브 뷰잉을 실시 또는 CS 테레비아사히 채널 2, BS 스카파!(1부만)에서 완전 생중계. |
| Hello! Project 히나페스 2022                                                                    | 모닝구무스메。'22, 안주루무, Juice=Juice, 츠바키팩토리, BEYOOOOONDS, OCHA NORMA, 하로프로 연수생 |
| Hello! Project Year-End Party 2022 ~GOOD BYE & HELLO!~                                          | 12월 30일 - 31일 나카노 선플라자 5회 공연 ※ 전국 47도도부현의 극장에서 라이브 뷰잉을 실시 또는 후지테레비 TWO, BS 스카파(31일 모닝구무스메。'22 프리미엄만)에서 완전 생중계. |
| Hello! Project Year-End Party 2022 ~GOOD BYE & HELLO!~                                          | 모닝구무스메。'22, 안주루무, Juice=Juice, 츠바키팩토리, BEYOOOOONDS, OCHA NORMA (31일만), 하로프로 연수생 MC : 스도우 마아사, 카츠다 리나 (이상 30일만) 미야자키 유카, 이나바 마나카 (이상 31일만) |
| 2023년                                                                                          | |
| Hello! Project 히나페스 2023                                                                    | 4월 1일 - 2일 마쿠하리 멧세 4회 공연 ※ 4월 2일「츠바키팩토리 프리미엄 ~아사쿠라 키키 졸업 스페셜~」공연에서는 전국 47도도부현, 해외 2곳의 극장에서 라이브 뷰잉을 실시 또는 CS 테레비아사히 채널 2에서 완전 생중계. |
| Hello! Project 히나페스 2023                                                                    | 모닝구무스메。'23, 안주루무, Juice=Juice, 츠바키팩토리, BEYOOOOONDS, OCHA NORMA, 하로프로 연수생 유닛'23, 하로프로 연수생 |
| 안녕 나카노 선플라자 음악제                                                                     | 6월 8일 - 11일 나카노 선플라자 6회 공연 |
| 안녕 나카노 선플라자 음악제                                                                     | Juice=Juice (8일), BEYOOOOONDS (9일), OCHA NORMA & 하로프로 연수생 (10일), 츠바키팩토리 (10일), 안주루무 (11일), 모닝구무스메。'22 (11일) |
| Hello! Project 25th ANNIVERSARY CONCERT                                                         | 9월 9일 - 10일 국립 요요기 경기장 제1체육관 3회 공연 ※ 9월 10일 공연에서는 CS 테레비아사히 채널 2에서 완전 생중계. |
| Hello! Project 25th ANNIVERSARY CONCERT                                                         | 모닝구무스메。'22, 안주루무, Juice=Juice, 츠바키팩토리, BEYOOOOONDS, OCHA NORMA, 하로프로 연수생 유닛'23, 하로프로 연수생 (전 공연 출연) 게스트 : 나카자와 유코 (MC), 야스다 케이, 야구치 마리, 이치이 사야카, 이시카와 리카, 쯔지 노조미, 다카하시 아이, 콘노 아사미, 미치시게 사유미, 다나카 레이나, 미요시 에리카, 타이요토시스코문 (시노다 미호, 이나바 아츠코, 코미나토 미와) (10일「ALL FOR ONE & ONE FOR ALL!」ACT I만), 스도우 마아사, 나츠야키 미야비, 쿠마이 유리나, 야지마 마이미, 스즈키 아이리, 사토 마사키, 타케우치 아카리, 카츠다 리나, 미야자키 유카, 미야모토 카린, 이나바 마나카, 오제키 마이, 오가타 리사, 아사쿠라 키키 (10일「ALL FOR ONE & ONE FOR ALL!」ACT II만) 오프닝 액트 : L!PP (from Hello! Project Dance Team) (9일「Theme Of Hello!」만) |
| Hello! Project Year-End Party 2023 ~GOOD BYE & HELLO!~                                          | 12월 30일 - 31일 2개 도시 3회 공연 |
| Hello! Project Year-End Party 2023 ~GOOD BYE & HELLO!~                                          | 모닝구무스메。'23, 안주루무, Juice=Juice, 츠바키팩토리, BEYOOOOONDS, OCHA NORMA, 하로프로 연수생 유닛'23, 하로프로 연수생 게스트 : 사토 마사키, 미야자키 유카 (MC), 모리토 치사키, 오제키 마이 (MC), 오가타 리사 (이상 31일 도쿄 ACT2 공연만), 타케우치 아카리 (MC), 카츠다 리나 (MC), 미야모토 카린, 이나바 마나카, 아사쿠라 키키 (이상 31일 오사카 ACT3 공연만) |
| 2024년                                                                                          | |
| Hello! Project 히나페스 2024                                                                    | 3월 30일 - 31일 마쿠하리 멧세 4회 공연 ※ CS 테레비아사히 채널 1에서 완전 생중계. |
| Hello! Project 히나페스 2024                                                                    | 모닝구무스메。'24, 안주루무, Juice=Juice, 츠바키팩토리, BEYOOOOONDS, OCHA NORMA, 하로프로 연수생 유닛'24, 하로프로 연수생, GOODM!X, L!PP (from Hello! Project Dance Team) (30일 밤 · 31일 밤 공연만） 게스트: SIOOM (from M-line Music) (31일만) |
| 2024년                                                                                          | |
| Hello! Project 히나페스 2025                                                                    | 3월 29일 - 30일 마쿠하리 멧세 4회 공연 ※ CS 테레비아사히 채널 1에서 완전 생중계. |
| Hello! Project 히나페스 2025                                                                    | 모닝구무스메。'25, 안주루무, Juice=Juice, 츠바키팩토리, BEYOOOOONDS, OCHA NORMA, 로지 크로니클, 하로프로 연수생 게스트: 메론키넨비 (29일만) |

### 이벤트
- 헬로! 프로젝트 스포츠 페스티벌
- 모닝구무스메。“뜨거운 지구를 식힌다” 문화제
- 헬로! 프로젝트☆페스티벌 2011
- SATOYAMA movement
  - Forest For Rest SATOYAMA에 행하여 SATOYAMA movement in YOKOHAMA
  - Forest For Rest ~사토야마 · 사토우미, SATOYAMA & SATOUMI with 용기의 날개
  - Forest For Rest, SATOYAMA & SATOUMI에 행하여! 2014~
  - Forest For Rest ~사토야마 · 사토우미, SATOYAMA & SATOUMI with 용기의 날개 2014 수확제
  - 놀다. 살다. 키운다. SATOYAMA & SATOUMI에 행하여 2015
  - 놀다. 살다. 키운다. SATOYAMA & SATOUMI에 행하여 2015 with 용기의 날개 가을페스
  - 놀다. 살다. 키운다. SATOYAMA & SATOUMI에 행하여 2016
  - 놀다. 살다. 키운다. SATOYAMA & SATOUMI movement 가을 캠프 IN 이스미
  - 놀다. 살다. 키운다. SATOYAMA & SATOUMI에 행하여 2017
  - 놀다. 살다. 키운다. SATOYAMA & SATOUMI에 행하여 2017 가을 in 오다와라
  - 놀다. 살다. 키운다. SATOYAMA & SATOUMI에 행하여 2018
  - SATOYAMA & SATOUMI with 냥쟈네 in 쿠마타니
  - 놀다. 살다. 키운다. SATOYAMA & SATOUMI에 행하여 2019
  - 메이지 진구 진자 백년대제연계사업「신궁의 두 예술축제」
  - 놀다. 살다. 키운다. SATOYAMA & SATOUMI에 행하여 2022
  - 카본 뉴트럴을 생각하는 2023 by SATOYAMA & SATOUMI movement
  - 카본 뉴트럴을 생각하는 2024 by SATOYAMA & SATOUMI movement
  - 카본 뉴트럴을 생각하는 2025 by SATOYAMA & SATOUMI movement